# Marsa Alam
Marsa Alam (en árabe: مرسى علم‎ Marsā ʿAlam, ˈmɑɾsɑ ˈʕɑlɑm) es una ciudad del sudeste de Egipto, localizada en la riviera oeste del Mar Rojo. Actualmente está experimentando un rápido aumento de popularidad como destino turístico y desarrollo tras la apertura del Marsa Alam International Airport en 2003.
Entre las playas más famosas de Marsa Alam se encuentra la de Abu Dabab. Aquí, las tortugas son más comunes. Para los turistas que buscan ver algo menos típico, hay fauna marina exótica, como el pez cocodrilo y los octopuses.
Marsa Alam también es conocida como el destino de clase mundial para la práctica del surf en vela y punto de partida perfecto para safaris.
Ofrece algunas atracciones de exploración interna, como son las Minas de esmeraldas y el Templo de Seti I en Khanais.

## Clima
A pesar de haber alcanzado 135 millas (217,3 km) 217.2 km al norte de la zona intertropical, la ciudad experimenta un clima desértico (Köppen: BWh), con temperaturas más estables en lugares al norte como Hurghada y Sharm el-Sheikh, sin embargo Kosseir es más estable y tiene veranos más frescos. Marsa Alam, Kosseir y Sharm el-Sheikh tienen las temperaturas nocturnas más cálidas que todos las demás ciudades y resorts egipcios. Las temperaturas máximas medias durante enero suelen oscilar entre 22 a 25 grados Celsius (71,6 a 77,0 °F) y en agosto 33 a 40 grados Celsius (91,4 a 104 °F).
La temperatura del Mar Rojo en este lugar durante el año oscila entre 22 a 29 grados Celsius (71,6 a 84,2 °F).
La temperatura más alta alcanzó un récord de 45 grados Celsius (113 °F), registrado el 10 de mayo de 2010, mientras que la temperatura más baja fue de 5 grados Celsius (41,0 °F), el 3 de enero de 2008.
| Parámetros climáticos promedio de Marsa Alam                                            | Parámetros climáticos promedio de Marsa Alam | Parámetros climáticos promedio de Marsa Alam | Parámetros climáticos promedio de Marsa Alam | Parámetros climáticos promedio de Marsa Alam | Parámetros climáticos promedio de Marsa Alam | Parámetros climáticos promedio de Marsa Alam | Parámetros climáticos promedio de Marsa Alam | Parámetros climáticos promedio de Marsa Alam | Parámetros climáticos promedio de Marsa Alam | Parámetros climáticos promedio de Marsa Alam | Parámetros climáticos promedio de Marsa Alam | Parámetros climáticos promedio de Marsa Alam | Parámetros climáticos promedio de Marsa Alam |
| Mes                                                                                     | Ene.                                         | Feb.                                         | Mar.                                         | Abr.                                         | May.                                         | Jun.                                         | Jul.                                         | Ago.                                         | Sep.                                         | Oct.                                         | Nov.                                         | Dic.                                         | Anual                                        |
| --------------------------------------------------------------------------------------- | -------------------------------------------- | -------------------------------------------- | -------------------------------------------- | -------------------------------------------- | -------------------------------------------- | -------------------------------------------- | -------------------------------------------- | -------------------------------------------- | -------------------------------------------- | -------------------------------------------- | -------------------------------------------- | -------------------------------------------- | -------------------------------------------- |
| Temp. máx. abs. (°C)                                                                    | 29                                           | 32                                           | 35                                           | 39                                           | 45                                           | 43                                           | 43                                           | 42                                           | 39                                           | 38                                           | 34                                           | 31                                           | '                                            |
| Temp. máx. media (°C)                                                                   | 24.1                                         | 25.1                                         | 26.9                                         | 29.8                                         | 33.1                                         | 34.7                                         | 35.5                                         | 35.6                                         | 34.2                                         | 32.6                                         | 29.3                                         | 25.5                                         | 30.5                                         |
| Temp. media (°C)                                                                        | 18.6                                         | 19.4                                         | 21.4                                         | 24.2                                         | 27.9                                         | 29.5                                         | 30.5                                         | 30.8                                         | 29.3                                         | 27.4                                         | 24.0                                         | 20.1                                         | 25.3                                         |
| Temp. mín. media (°C)                                                                   | 13.2                                         | 13.8                                         | 15.9                                         | 18.7                                         | 22.7                                         | 24.3                                         | 25.5                                         | 26.0                                         | 24.4                                         | 22.3                                         | 18.7                                         | 14.8                                         | 20                                           |
| Temp. mín. abs. (°C)                                                                    | 5                                            | 8                                            | 11                                           | 15                                           | 16                                           | 19                                           | 22                                           | 20                                           | 19                                           | 15                                           | 12                                           | 10                                           | '                                            |
| Precipitación total (mm)                                                                | 0                                            | 0                                            | 0                                            | 0                                            | 0                                            | 0                                            | 0                                            | 0                                            | 0                                            | 1                                            | 3                                            | 1                                            | 5                                            |
| Días de lluvias (≥ 1 mm)                                                                | 0                                            | 0                                            | 0                                            | 0                                            | 0                                            | 0                                            | 0                                            | 0                                            | 0                                            | 0                                            | 0                                            | 0                                            | 0                                            |
| Horas de sol                                                                            | 279                                          | 283                                          | 310                                          | 330                                          | 372                                          | 390                                          | 403                                          | 372                                          | 330                                          | 310                                          | 300                                          | 279                                          | 3958                                         |
| Fuente n.º 1: Climate-Data.org, Weather2Travel for sunshine and rainy days              |                                              |                                              |                                              |                                              |                                              |                                              |                                              |                                              |                                              |                                              |                                              |                                              |                                              |
| Fuente n.º 2: Voodoo Skies and MarsaAlam.com para temperaturas récord, HolidayCheck.com |                                              |                                              |                                              |                                              |                                              |                                              |                                              |                                              |                                              |                                              |                                              |                                              |                                              |

## Galería

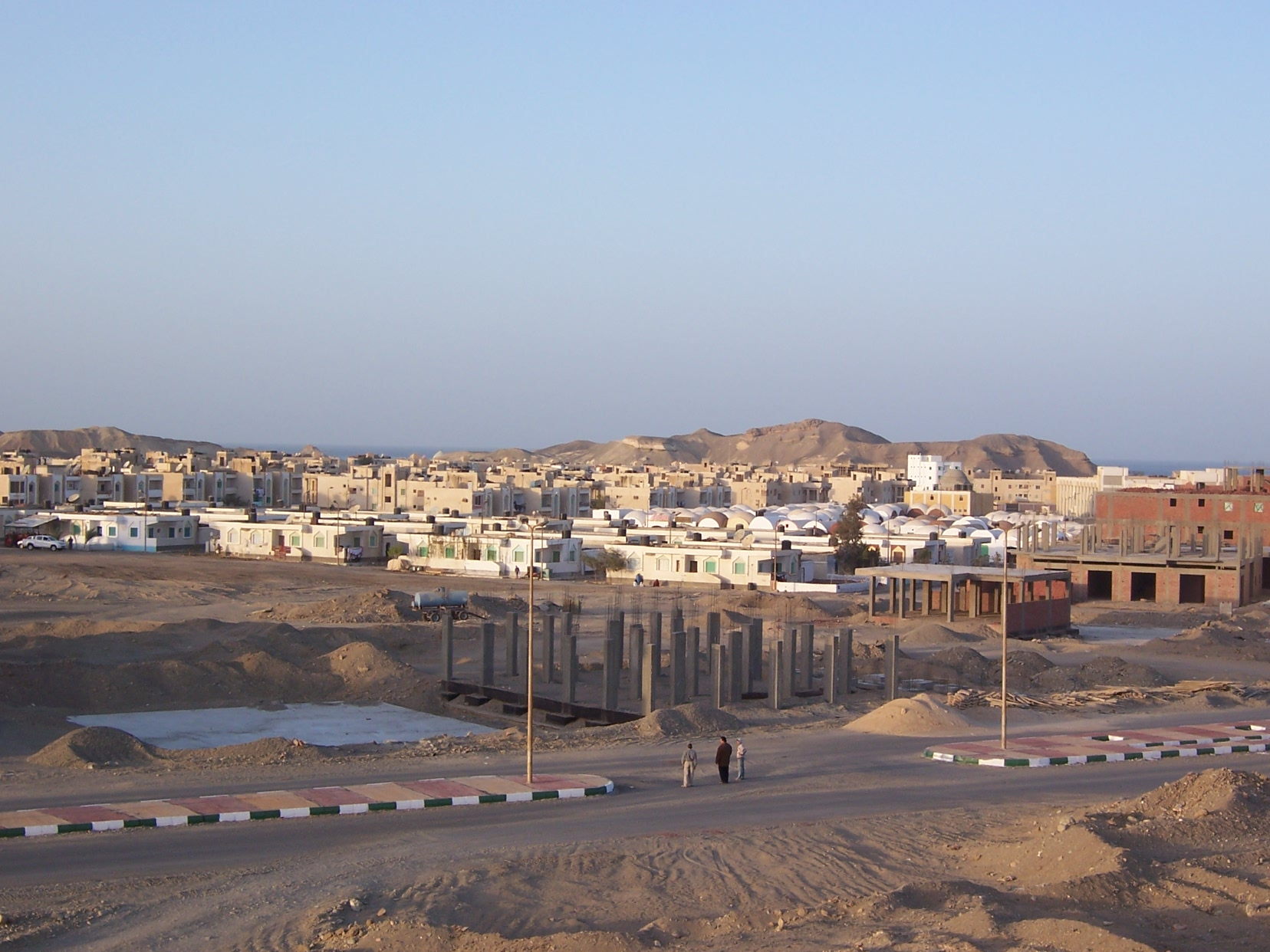
Vista sobre Marsa Alam 2007
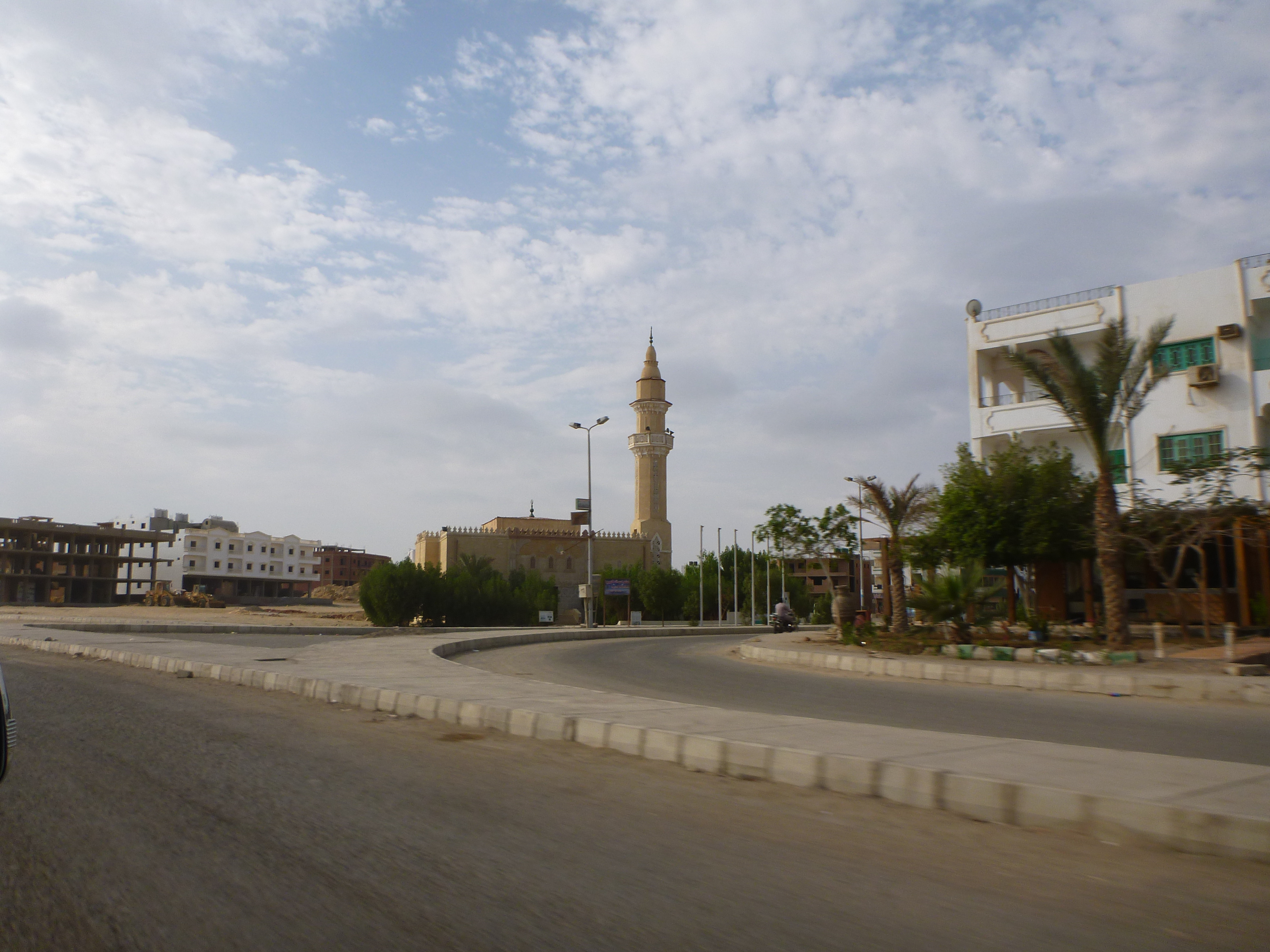
Mezquita en Marsa Alam
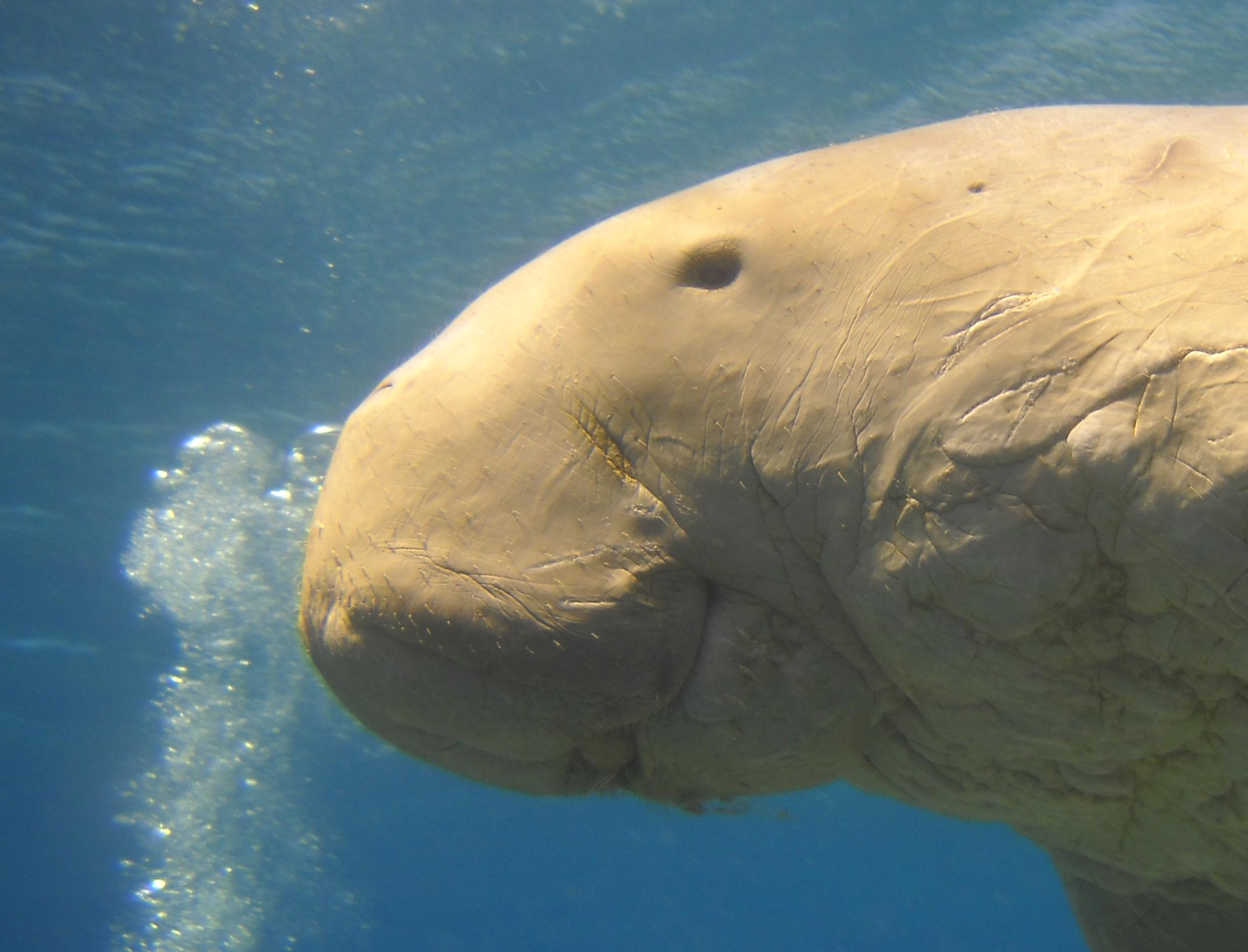
Dugongen la playa de Abu Dabab
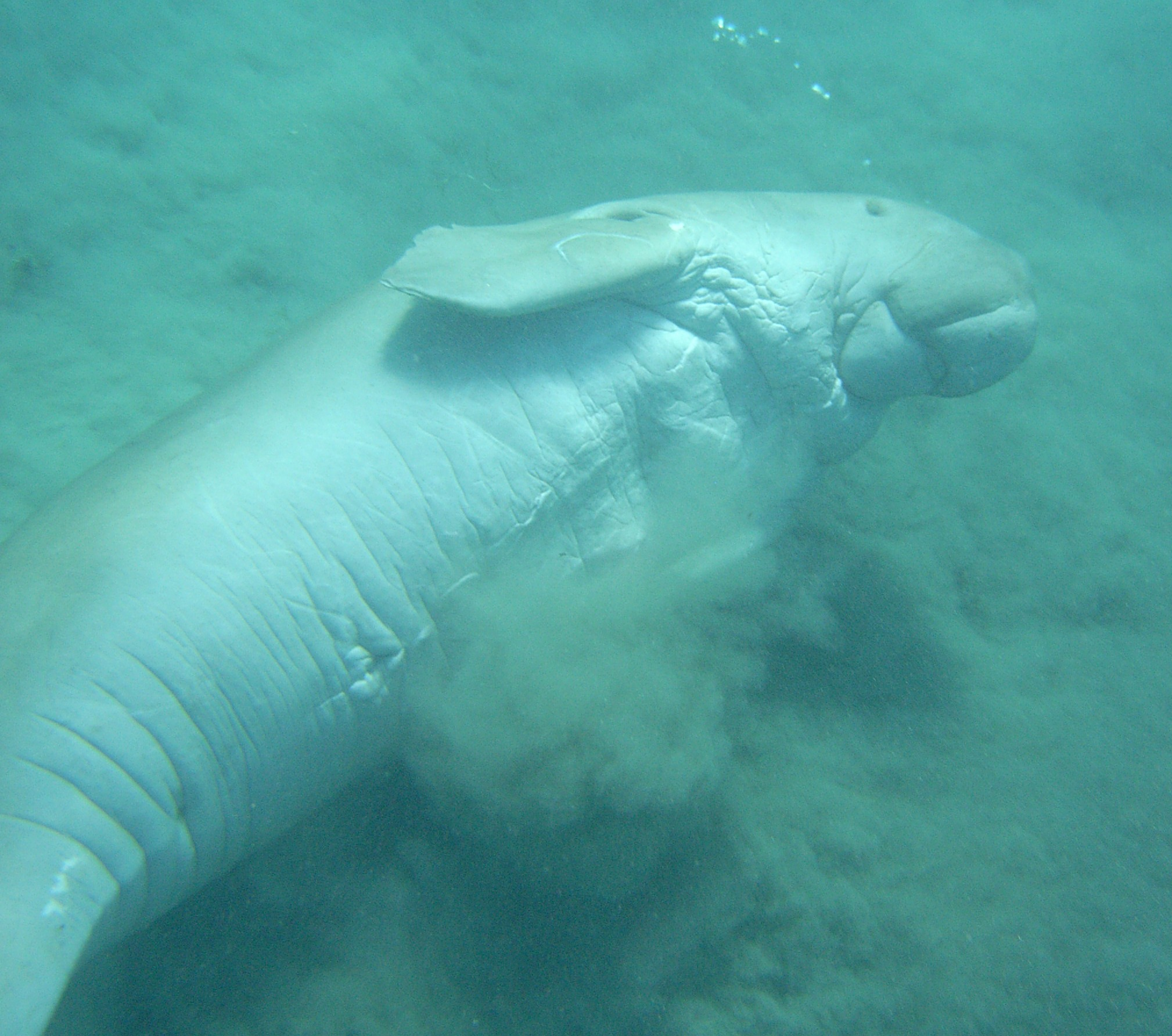
Dugong "rodando" en el fondo marino
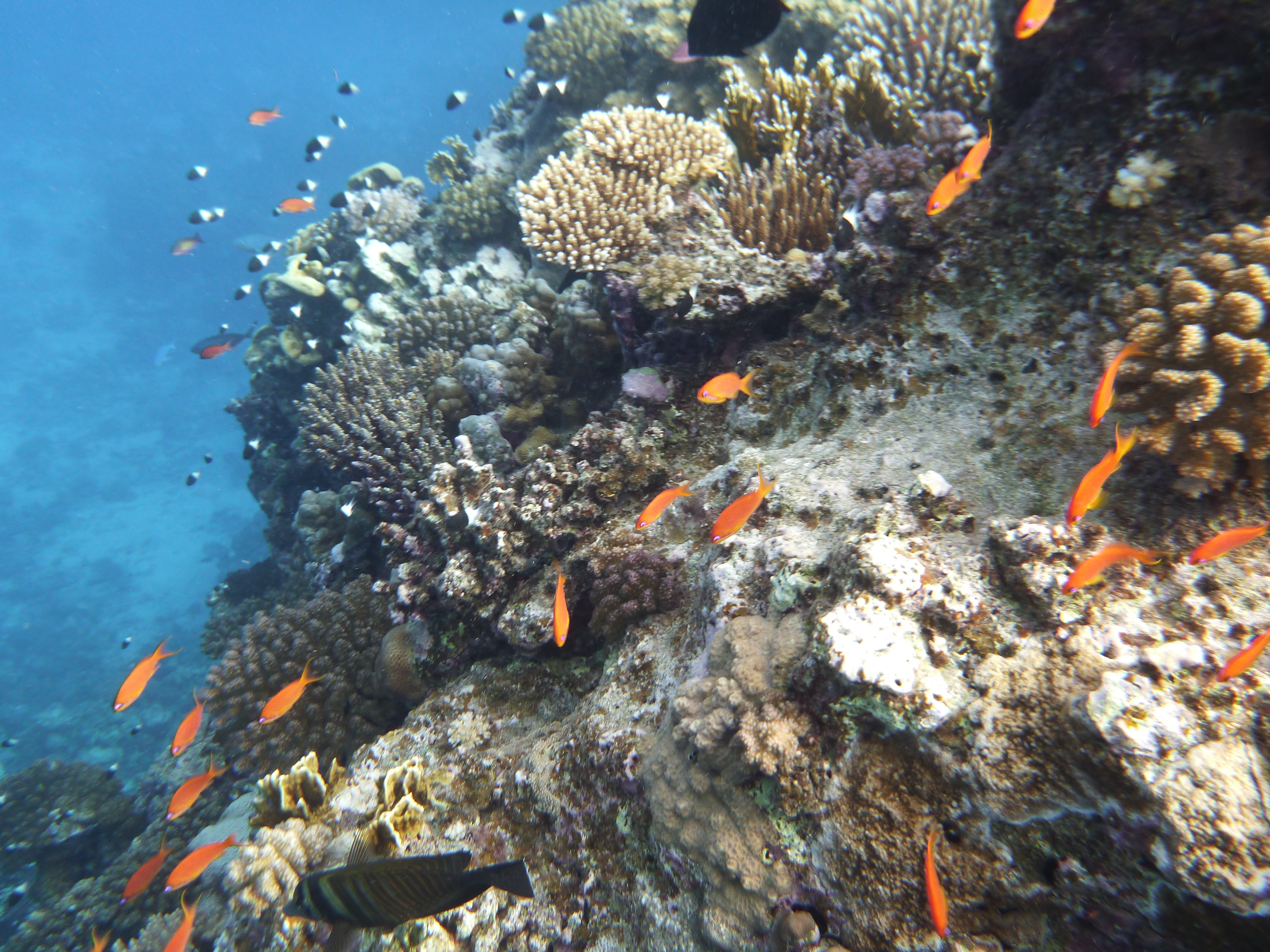
Arrecife coralino al norte de Marsa Alam
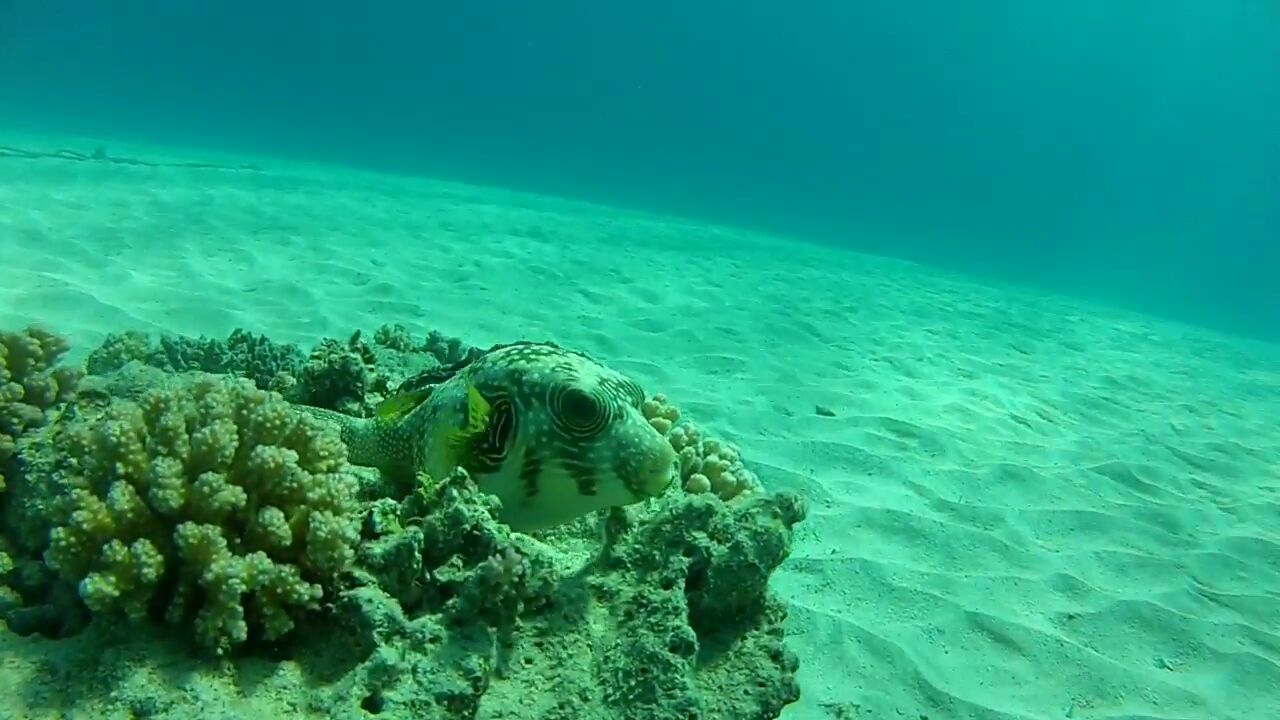
Tetraodon en el sitio de buceo Abu Dabbab
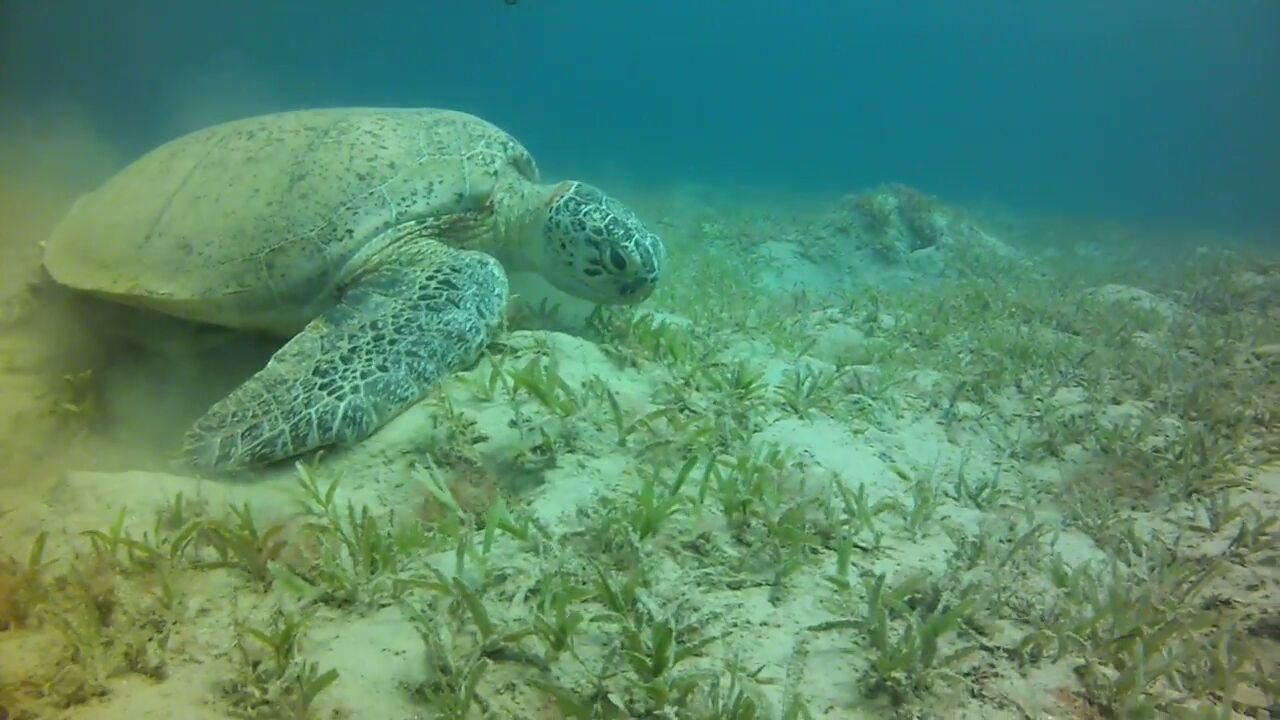
Tortuga verde marina de Abbu Dabab
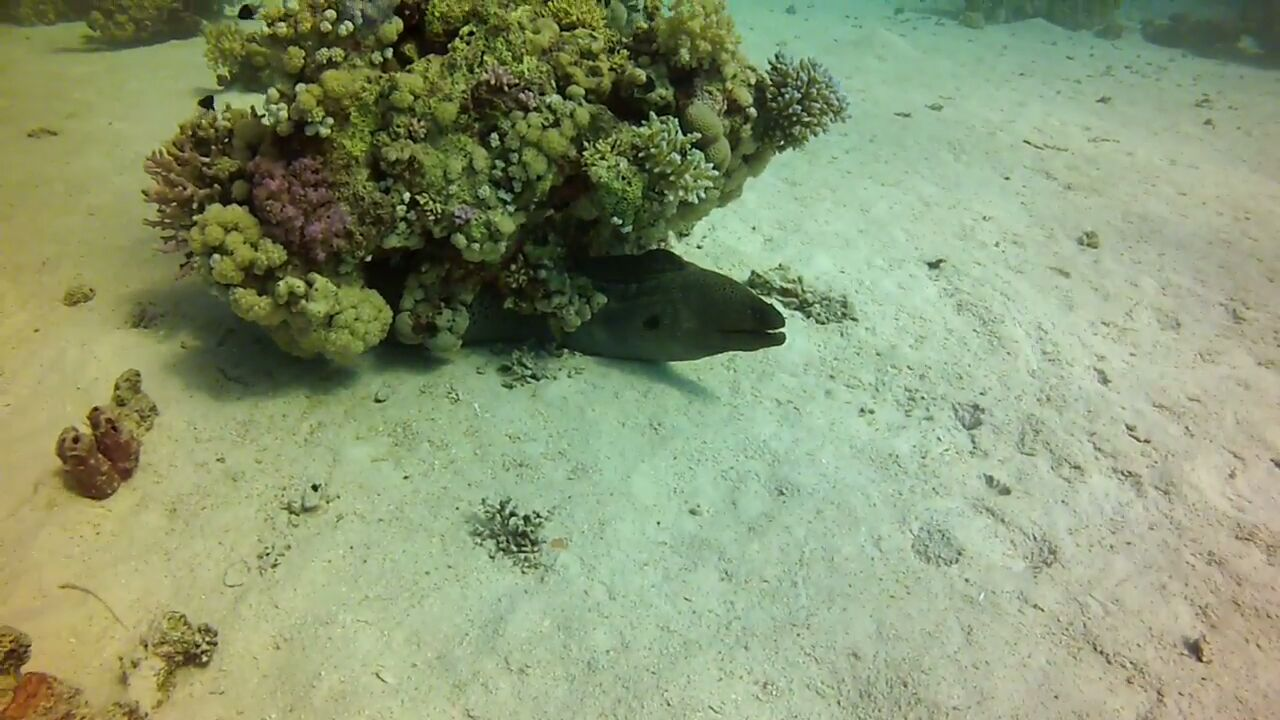
Moray eel en Shaab Paradise
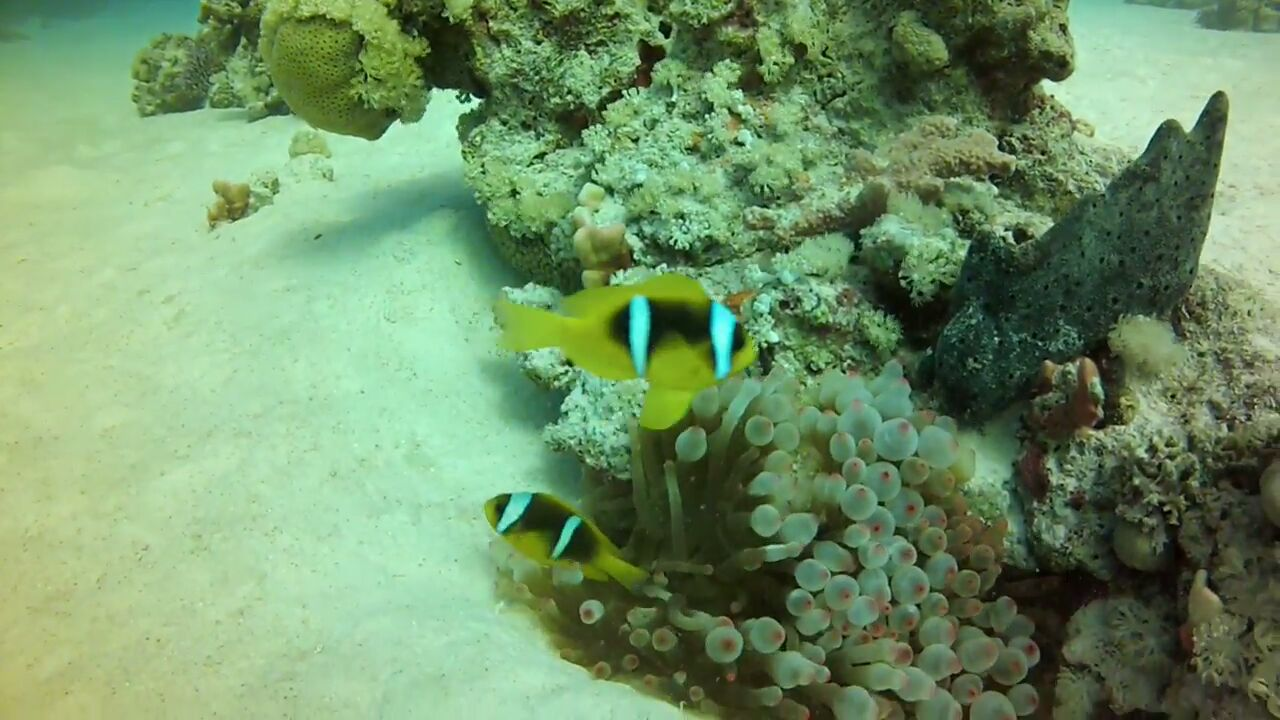
Pareja de clownfish en Shaab Paradise
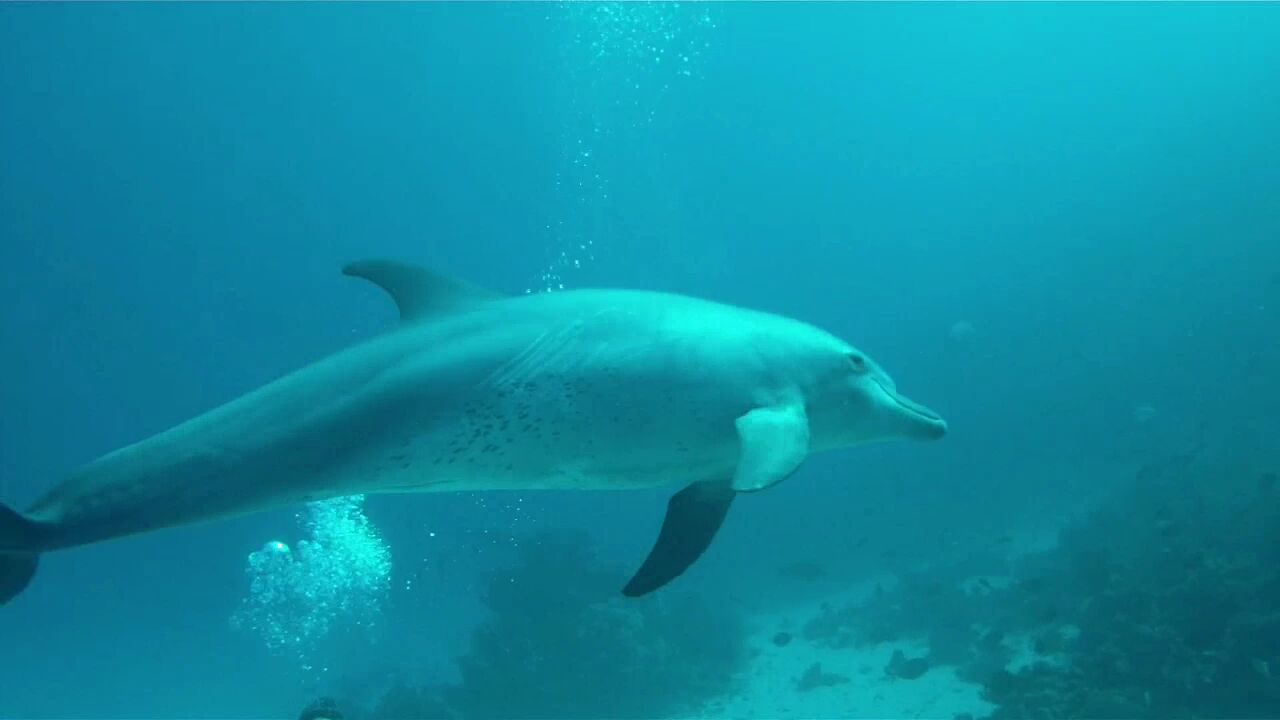
Joven delfín jugando en Triton House Reef
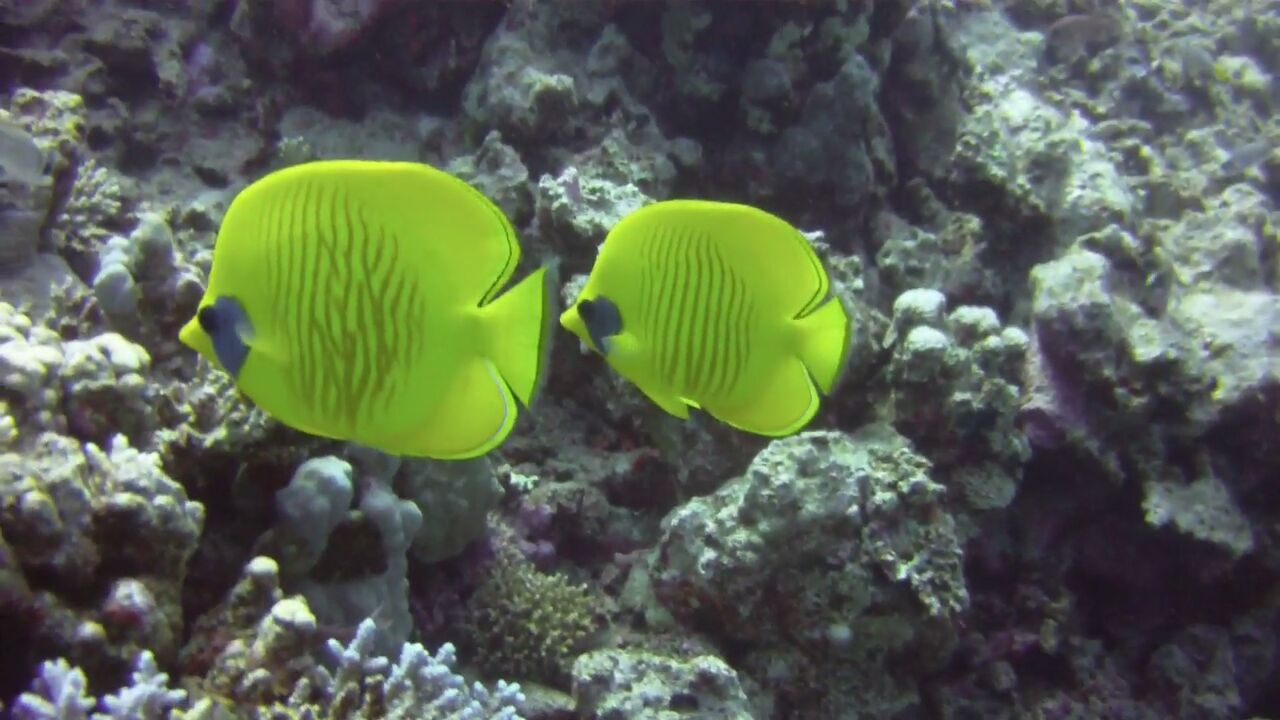
Pareja de butterflyfish en Triton House Reef